# 長玄寺 (東京都港区)
長玄寺（ちょうげんじ）は、東京都港区にある浄土真宗本願寺派の寺院。

## 歴史
1628年（寛永5年）、釈観利の開基である。釈観利は俗名「山本喜助」といい、山本勘助の孫である。浄土真宗の准如の弟子となり、寺を創建した。
元々は市ヶ谷に位置していたが、その後に神田・浅草と転々とし、1718年（享保3年）に現在地に移転した。

## 墓所
以下の人物が葬られている。
- 吉田利三（書家） - 1862年（文久2年）没
- 金看板甚九郎（侠客） - 1765年（明和2年）没
- ラグーザ玉　（画家）
- 石川徳松 （ゼブラ (文具メーカー)創業者）

## 交通アクセス
- 麻布十番駅より徒歩9分。